# Monkey Trouble
Monkey Trouble (titulada Mi adorable delincuente en Hispanoamérica y Un ladrón de cuatro manos en España) es una película estadounidense de 1994 dirigida por Franco Amurri. Está protagonizada por Thora Birch, Mimi Rogers, Christopher McDonald, Harvey Keitel, Alison Elliott, Adam LaVorgna, Robert Miranda, Victor Argo y Remy Ryan. Distribuida por New Line Cinema, la película se estrenó el 18 de marzo de 1994 en Estados Unidos. 

## Argumento
Eva Gregory entablará amistad con un mono ladrón. Mientras tanto, Azro intenta robar todas las joyas de la ciudad mientras se esconde de los Chawhees.

## Reparto
- Finster como Fingers/Dodger.
- Thora Birch como Eva Gregory.
- Mimi Rogers como Amy Gregory.
- Christopher McDonald como Tom Gregory.
- Harvey Keitel como Azro.
- Alison Elliott como Tessa.
- Adam LaVorgna como Mark.
- Robert Miranda como Drake.
- Victor Argo como Charlie.
- Remy Ryan como Katie.